# Курмінське
Курмі́нське (каз. Кұрма) — село у складі Абайського району Карагандинської області Казахстану. Адміністративний центр Курмінського сільського округу.
Населення — 929 осіб (2021; 1238 у 2009, 944 у 1999, 1110 у 1989).
Національний склад станом на 1989 рік:
- росіяни — 37 %;
- казахи — 26 %.